# Stella Polaris
Stella Polaris — операция по эвакуации из Финляндии техники и специалистов радиоразведки и криптоанализа. В конце сентября 1944 года в Швецию прибыли четыре судна, на борту которых находилось около 750 специалистов со своими семьями, а также большое количество аппаратуры и документации.
Руководил подготовкой и проведением операции полковник Аладар Паасонен.
Операция была организована и оплачена военными атташе Японии в Хельсинки и Стокгольме.